# Megastethodon urvillei
Megastethodon urvillei är en insektsart som först beskrevs av Le Peletier de Saint-fargeau och Jean Guillaume Audinet Serville 1825.  Megastethodon urvillei ingår i släktet Megastethodon och familjen spottstritar. Inga underarter finns listade i Catalogue of Life.